# 張鶴鳴 (萬曆壬辰進士)
張鶴鳴（1551年—1635年），字元平，號鳳皋，晚號飄然翁，河南都司潁川衛軍籍，直隸鳳陽府潁州（今安徽阜陽市阜南縣）人，明朝政治家、軍事家，告老還鄉後，於李自成兵亂中殉難。善詩文，有「趵突泉詩」流傳至今。

## 生平
萬曆四年（1576年）丙子科河南鄉試第二十七名舉人，萬曆十四年（1586年）中式丙戌科會試，因父病馳歸，未就殿試。萬曆二十年（1592年）壬辰科進士。授山東歷城縣知縣，值“矿使四处扰民，公力抗陈珰。”“凡便民兴利之事，鶴鳴无不为之。”離任後，歷城人懷其德，建「仙令祠」祀之。萬曆二十六年（1598年）升南京兵部主事，升吏部郎中，留曹管事。三十一年丁母憂，三十四年服除，補禮部祠祭司郎中。三十五年七月升山東副使，分守濟南道。三十八年三月升陝西右參政、兵備臨鞏。
萬曆四十二年（1614年），升陝西右布政使，同年八月擢都察院右僉都御史、巡撫貴州、兼督理湖北湖南川東等處地方提督軍務，大破紅苗，擒賊首老蠟雞，威名甚著。
天啟元年（1621年），升兵部左侍郎、總督陝西三邊軍務，赴任中途，召還回朝，佐理兵部事。同年兵部尚書王象乾出督薊遼軍務，張鶴鳴遂升兵部尚書，視侍郎事。遼東經略熊廷弼與張鶴鳴有隙，遂大力支持遼東巡撫王化貞。熊廷弼請付二十萬金為軍，張鶴鳴不予，專庇王化貞，邊疆事大壞。天啟二年（1622年）正月，廷議熊廷弼、王化貞二人去留，張鶴鳴依然主張撤換熊廷弼，專任王化貞。剛廷議完，王化貞已經放棄廣寧駐地逃跑。張鶴鳴內慚，且懼罪，自願前往遼東，詔加太子太保，賜蟒玉及尚方劍。而拖延不行，又逗留十七日，始抵山海關。每日只是下令捕捉間諜，用財物誘惑蒙古炒花、宰賽諸部。延宕數月後，就告老還鄉，由王在晉接任。歸鄉後，住潁州古樓北張家胡同。
天啟六年（1626年）春，魏忠賢當政，張鶴鳴起為南京工部尚書。十二月以安邦彥未滅，張鶴鳴先前有平苗功，改偏沅巡撫，七年（1627年）升兵部尚書、總督四川貴州雲南湖廣廣西等處地方提督軍務，賜尚方劍。同年崇禎帝嗣位後，被彈劾，詔加太子太師致仕還鄉。
崇禎八年（1635年）正月十一日，李自成軍攻陷潁州，八十五歲的張鶴鳴被縛倒懸於樹，大罵而死，其次子張大壯，與弟張鶴騰、張鶴齡皆死，詔令以尚書之禮葬之。

## 著作
有《微蘆花湄集》、《飄然吟》等書。

## 家族
曾祖張聚；祖父張春；父張世良。弟張鶴騰、張鶴齡。子張大同、張大壯、張大賡。